# Simon Singh
Simon Lehna Singh, MBE (Somerset, 19 september 1964) is een Britse auteur die op toegankelijke wijze schrijft over wiskundige en wetenschappelijke onderwerpen. Boeken van zijn hand zijn onder andere Het laatste raadsel van Fermat waarin hij de laatste stelling van Fermat toelicht; Code over cryptografie; Big Bang, een boek over de oerknaltheorie en het ontstaan van het universum; Bekocht of behandeld? De feiten over alternatieve geneeswijzen over complementaire en alternatieve geneeswijzen en The Simpsons and Their Mathematical Secrets over verborgen wiskundige ideeën en theorieën in de afleveringen van de televisieseries The Simpsons en Futurama.
Singh heeft ook een aantal documentaires geproduceerd en verschijnt regelmatig op televisie om toelichting te geven op zijn boeken. Hij is een curator bij NESTA, het Nationaal Museum van Wetenschap en Industrie en medeoprichter van het zogenoemde Undergraduate Ambassadors Scheme. In september 2012 richtte Singh de Good Thinking Society op, waar hij als voorzitter fungeert.

## Vroege leven
De ouders van Singh emigreerden in 1950 vanuit Punjab in India naar Groot-Brittannië. Hij is de jongste van drie broers. Zijn oudste broer, Tom Singh, is de oprichter van Britse winkelketen New Look. Singh groeide op in Wellington, Somerset, waar hij naar de Wellington School ging. Hij studeerde natuurkunde aan het Imperial College London. Hij was een actieve student en werd voorzitter van de Royal College of Science Union. Hij verkreeg zijn doctoraat in deeltjesfysica op het Emmanuel College aan de Universiteit van Cambridge en bij CERN, in Genève.

## Carrière

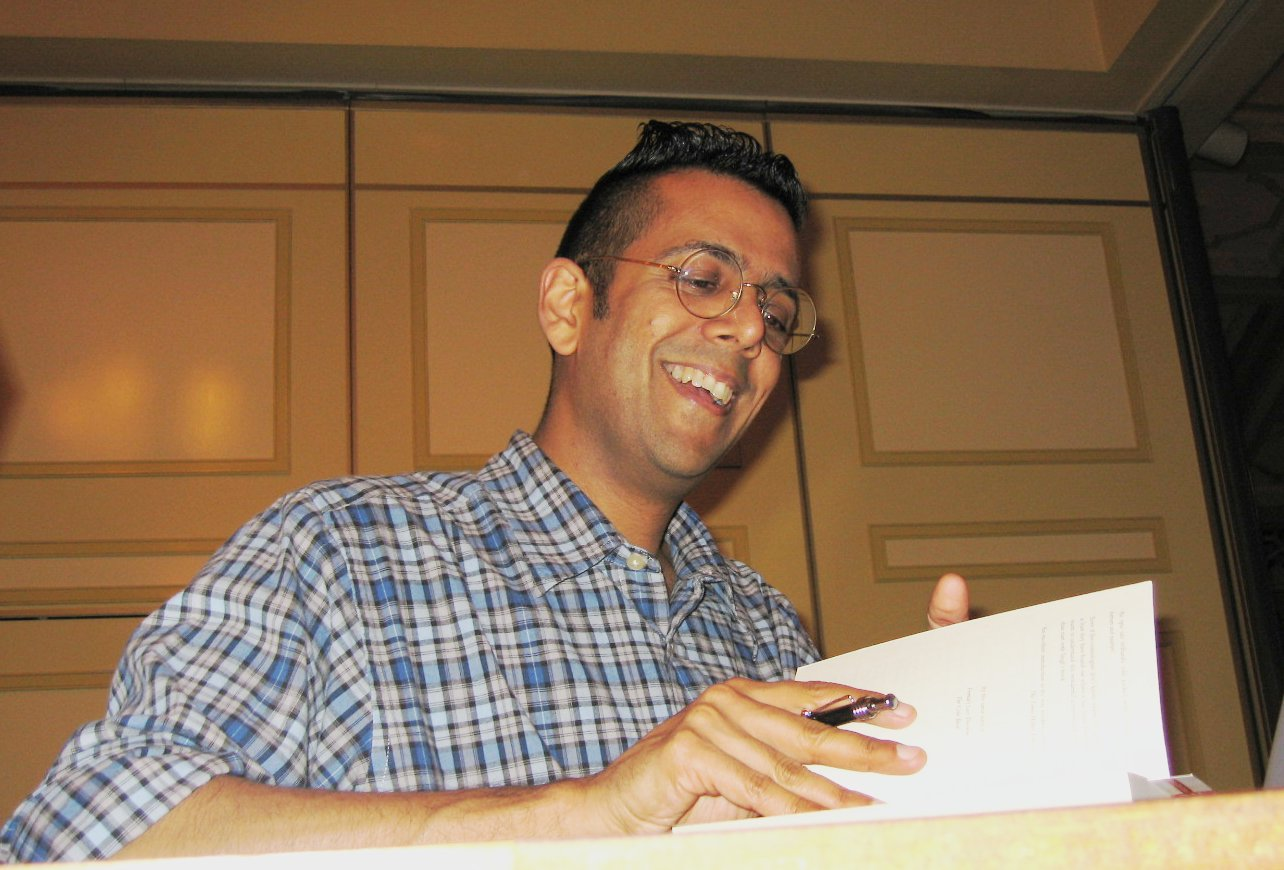
Simon Singh signeert een boek voor een fan, Brisbane 23 mei 2005.

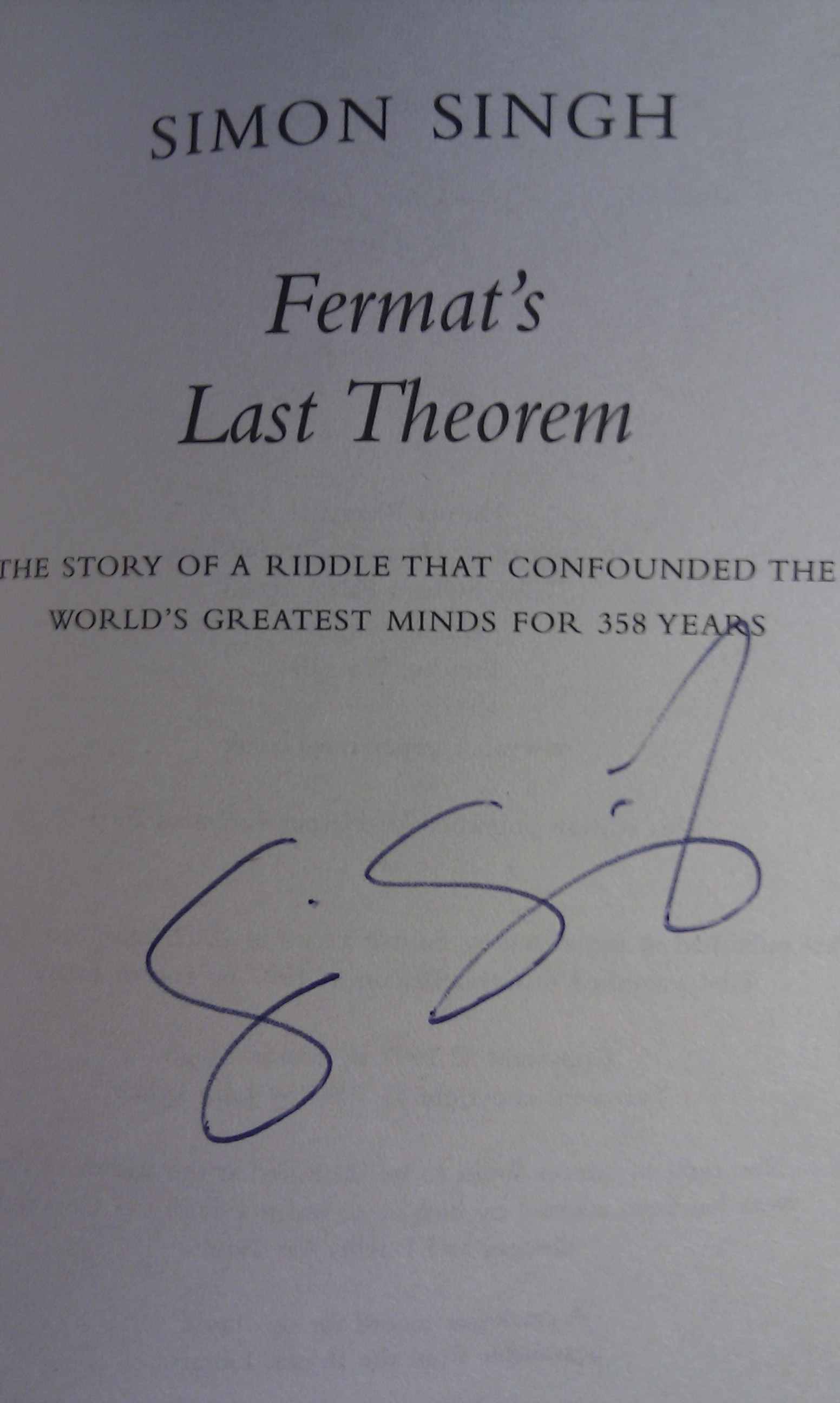
Het boek Fermat's Last Theorem gesigneerd door de auteur.

In 1983 maakte Simon Singh deel uit van het UA2-experiment bij CERN, een van de twee grote samenwerkingsexperimenten met de CERN-deeltjesversneller. In 1987 was Singh wetenschapsdocent op Doon School, een onafhankelijke jongensschool in India. In 1990 keerde Singh terug naar Engeland waar hij ging werken bij de afdeling Science and Features Department van de BBC. Daar was hij producer en director van de televisieprogramma's als Tomorrow's World en Horizon.
Singh regisseerde in 1996 een documentaire over het meest beruchte wiskundige probleem genaamd Fermat's Last Theorem. Deze documentaire won een BAFTA-prijs. De film is vooral befaamd vanwege de openingsscène waarin wiskundige Andrew Wiles zijn tranen maar amper weet te bedwingen als hij vertelt over het moment waarop hem de oplossing voor de fundamentele fouten in zijn bewijs voor laatste stelling van Fermat te binnen schoot. De documentaire werd voor het eerst uitgezonden in oktober 1997 als een aflevering van de Horizon-serie van de BBC. Het werd ook uitgezonden in Amerika als onderdeel van de NOVA-serie. De titel werd later veranderd in The Proof en werd genomineerd voor een Emmy Award.
Het verhaal over dit veelbesproken wiskundige probleem was tevens het onderwerp van Singh's eerste boek Fermat's laatste enigma. In 1997 begon hij aan zijn tweede boek Code, een historische visie op codes en het kraken er van. Niet alleen beschrijft hij in dit boek de wetenschap achter codetalen en de impact van cryptografie op de geschiedenis, hij laat ook zien dat cryptografie tegenwoordig meer dan ooit een belangrijke rol speelt. Het boek Code resulteerde in een nieuw televisieoptreden. Hij presenteerde de vijfdelige televisieserie The Science of Secrecy voor Channel 4. De verhalen in deze serie lopen uiteen van de codeur die het lot van Maria I, de koningin van de Schotten, bezegelde, tot de Zimmermanntelegram die de koers van de Eerste Wereldoorlog drastisch deed wijzigen. Andere afleveringen vertellen het verhaal van twee genieën uit de 19de eeuw die tegen elkaar streden om de Egyptische hiërogliefen te ontcijferen en hoe moderne encryptie de privacy op het internet weet te waarborgen. Over zijn activiteiten als auteur zei hij in een interview aan Imperial College London:

When I finished my PhD, I knew I wasn't exceptionally good and would never get the Nobel prize. As a kid, I wanted to be a footballer then a commentator. If I couldn't be a physicist, I'd write about it.
(Toen ik mijn doctoraat afrondde wist ik dat ik niet uitzonderlijk goed was en nooit een Nobelprijs zou winnen. Als kind wilde ik voetballer worden, daarna een commentator. Als ik geen natuurkundige kon zijn, dan schrijf ik er maar over.)
— Simon Singh

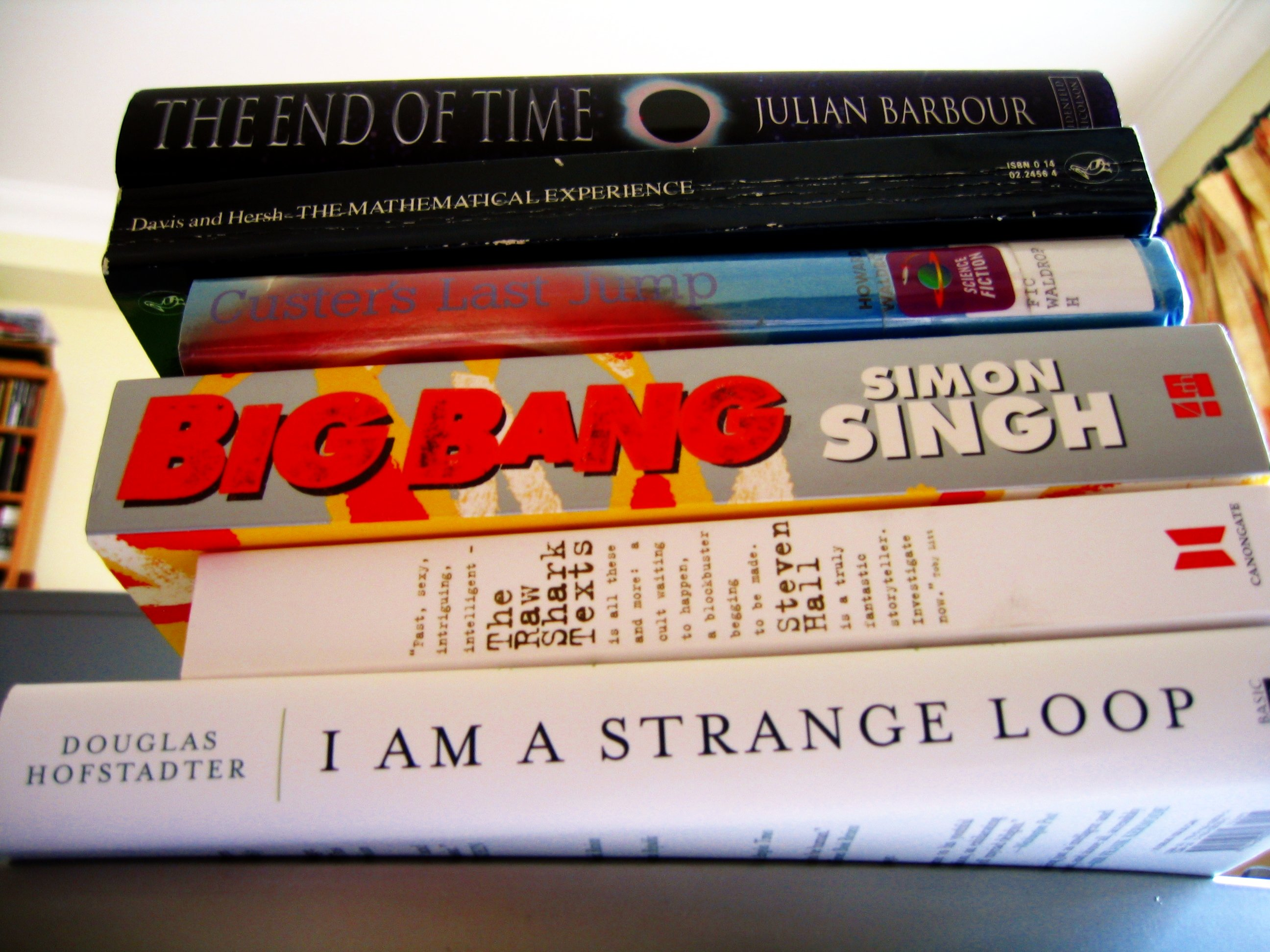
Big Bang, een van de natuurkundige boeken door Simon Singh.

In oktober 2004 publiceerde Singh een boek getiteld Big Bang, over de geschiedenis van het universum. Ook in dit boek hanteert Singh zijn typische schrijfstijl van opmerkelijke persoonlijke verhalen als leidraad om het verhaal te vertellen.
In 2003 werd Singh benoemd tot Lid in de Orde van het Britse Rijk voor zijn verdienste als communicator en onderwijzer op het gebied van wetenschap, technologie en bouwkunde. In datzelfde jaar werd hij Doctor of Letters (honoris causa) aan de Universiteit van Loughborough en in 2005 kreeg hij een eredoctoraat in de Wiskunde aan de Universiteit van Southampton.
Hij blijft betrokken bij verschillende televisie- en radioprogramma's zoals A Further Five Numbers (BBC Radio 4, 2005).
Singh behaalde de voorpagina van het nieuws toen hij kritiek uitte op de songtekst van het lied "Nine Million Bicycles" van de zangeres Katie Melua, wijzend op de incorrecte tekst over de omvang van het waarneembare heelal. Hij stelde een correcte songtekst voor, maar gebruikte daarbij de waarde van 13,7 miljard lichtjaar. Echter, rekening houdend met de uitdijing van het universum, is de zogenaamde comoving distance tot aan het eind van het waarneembaar heelal ongeveer 46,5 miljard lichtjaar. BBC Radio 4's Today bracht Melua en Singh samen in een radiostudio waar Melua een niet al te serieus bedoelde versie van het lied opnam dat geschreven was door Singh.
In 2006 kreeg hij een eredoctoraat Design aan de University of the West of England met de volgende toelichting:

in recognition of Simon Singh's outstanding contribution to the public understanding of science, in particular in the promotion of science, engineering and mathematics in schools and in the building of links between universities and schools.
(in erkenning van de uitmuntende bijdrage van Simon Singh aan het publieke begrip van wetenschap, in het bijzonder het promoten van wetenschap en wiskunde op scholen en het opzetten van de samenwerking tussen universiteiten en scholen.)
— University of the West of England

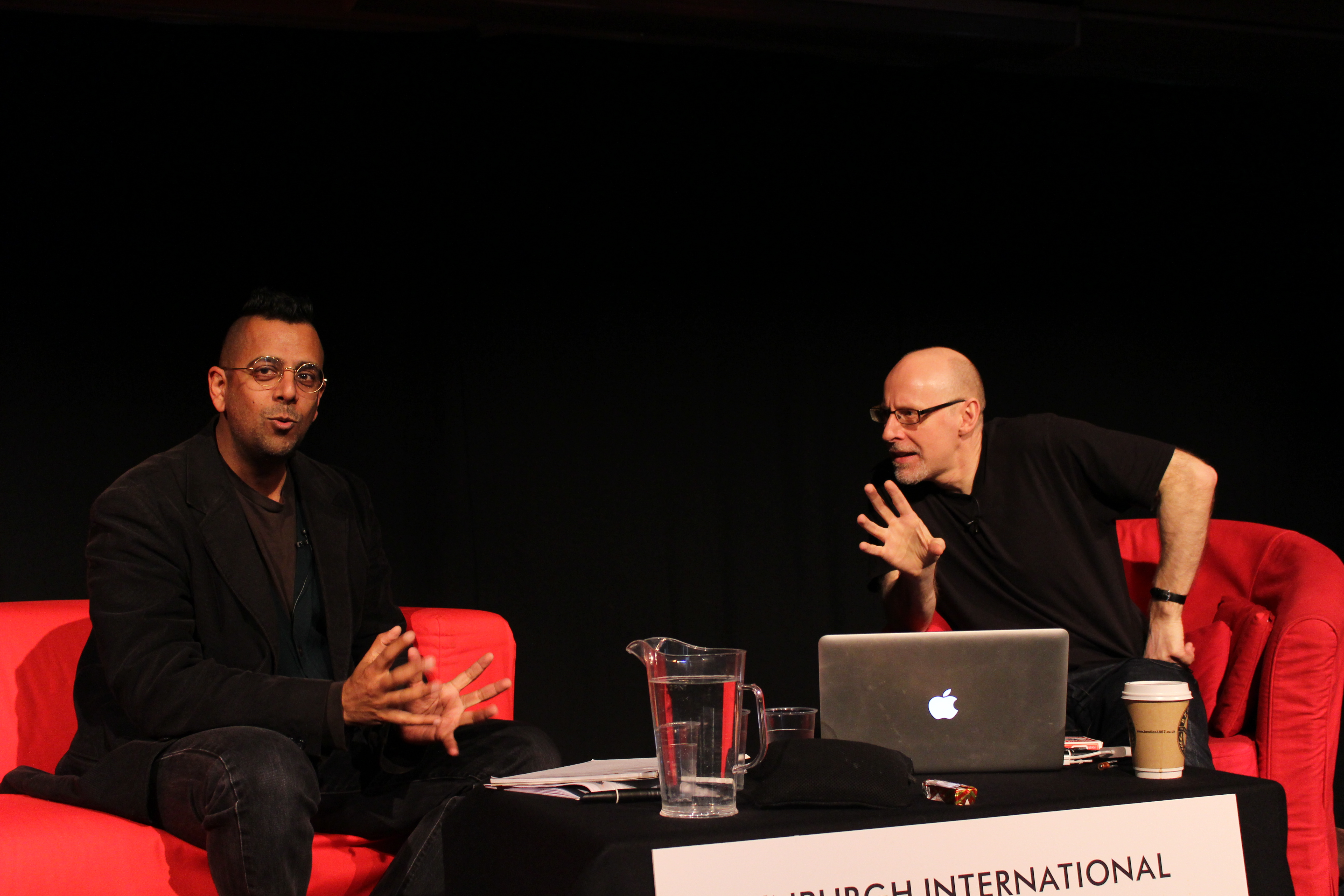
Simon Singh spreekt met Richard Wiseman tijdens het Edinburgh International Science Festival (2014).

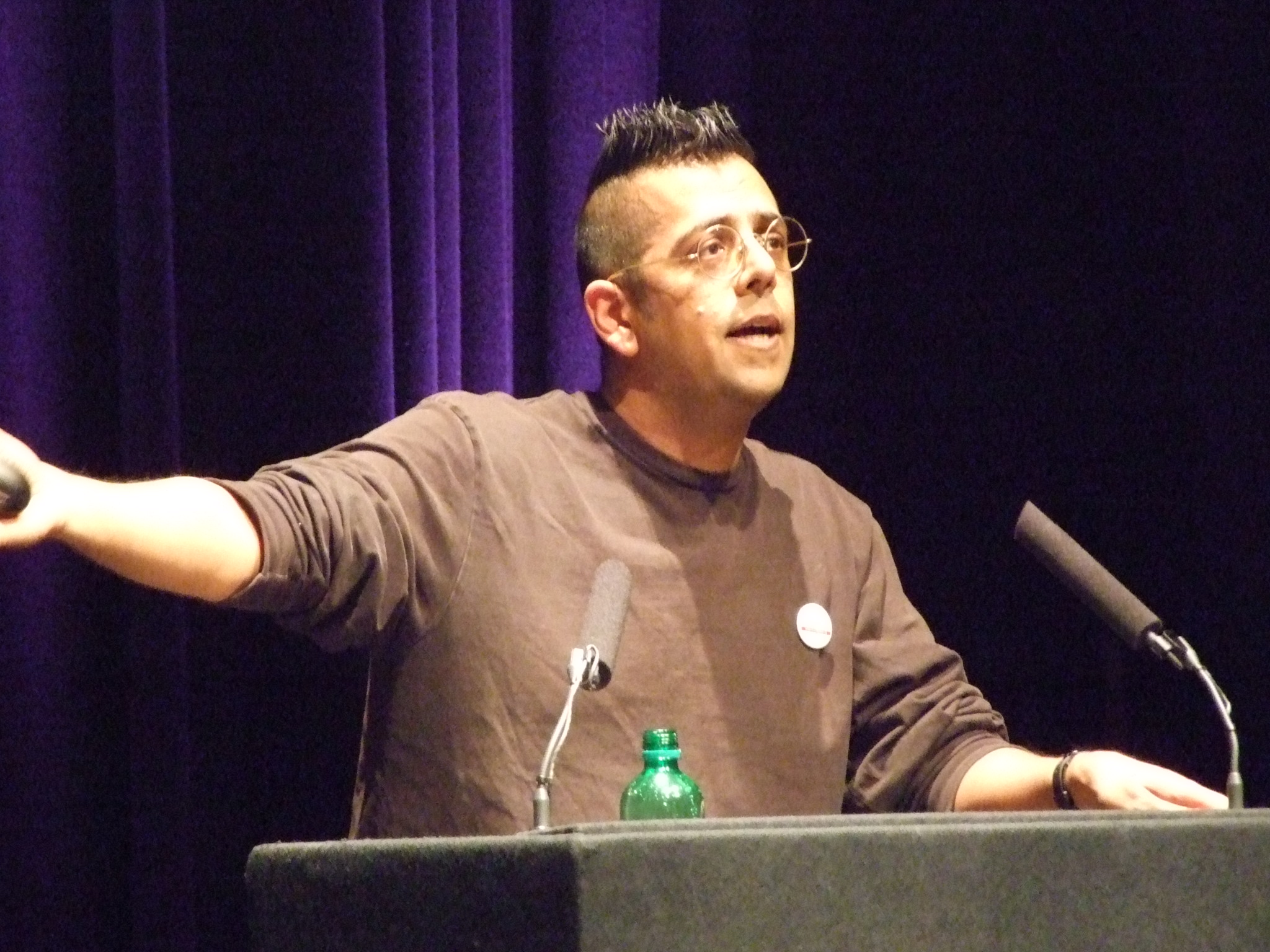
Singh spreekt op The Amaz!ng Meeting in oktober 2009

Hij ontving vervolgens, in 2008, de Kelvin-medaille van het Institute of Physics, voor zijn bijdrage aan het promoten van natuurkunde bij het brede publiek. In datzelfde jaar kreeg hij tevens een Doctor of Science graad (Honoris Causa) van de Royal Holloway, Universiteit van Londen. Eenzelfde graad ontving hij in juli 2011 van de Universiteit van Kent voor zijn verdiensten in de wetenschap. En in 2012 kreeg Singh wederom een graad voor communicatie, onderwijs en zijn bijdrage aan de academische vrijheid. Dit keer van de Universiteit van St Andrews.
Simon was in het jaar 2006 betrokken bij een onderzoek naar homeopathie. Het onderzoek werd gedaan door de organisatie genaamd Sense About Science.
De BBC deed verslag over dit onderzoek.
Simon Singh is lid van de adviesraad van de Campagne for Science and Engineering. Hij is de inaugurele ontvanger van de Lilavati Award, uitgereikt sinds 2010 door het International Congress of Mathematicians. In februari 2011 werd hij lid van het Committee for Skeptical Inquiry.

## Rechtszaak

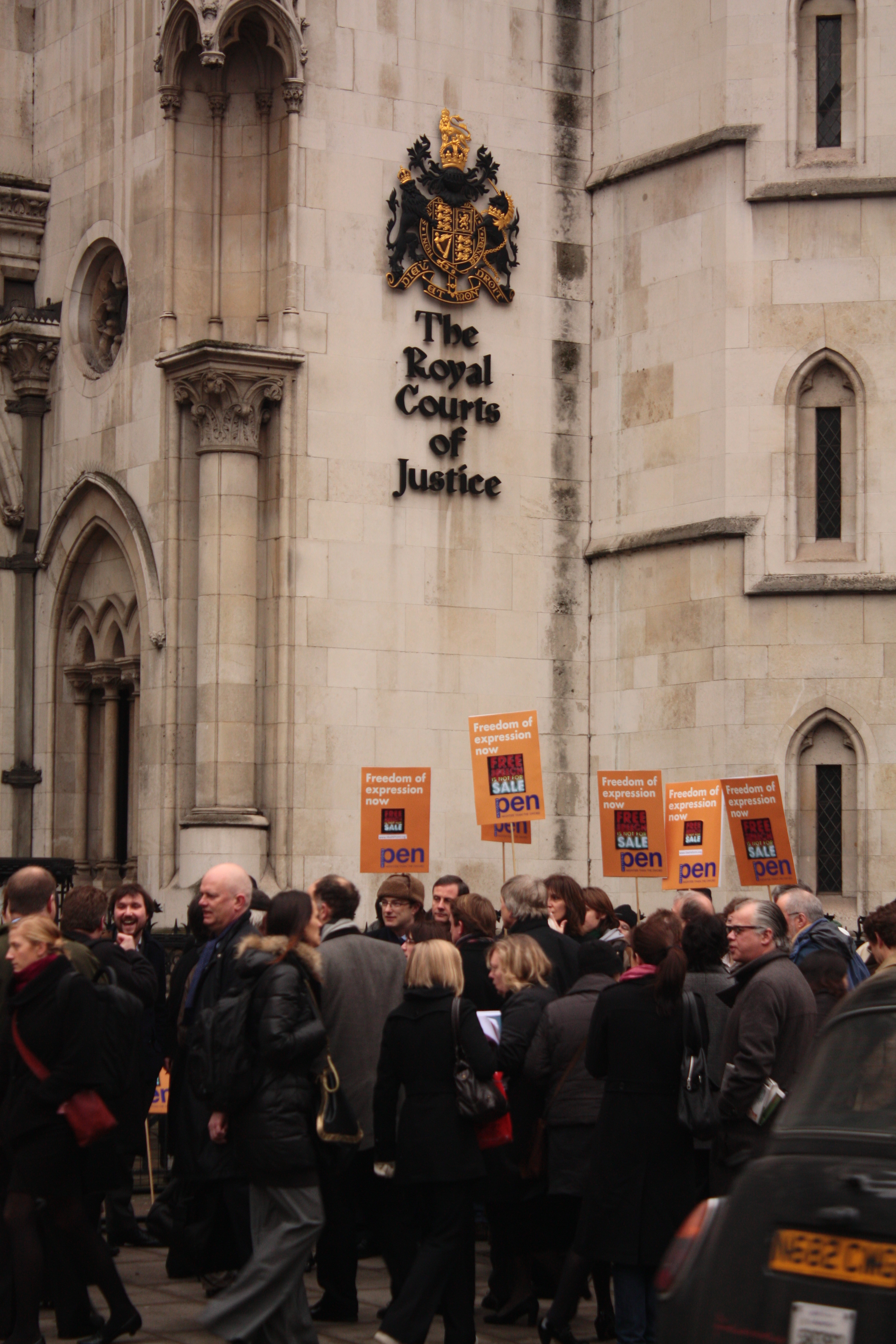
Protest voor The Royal Courts of Justice op de Strand centraal in Londen

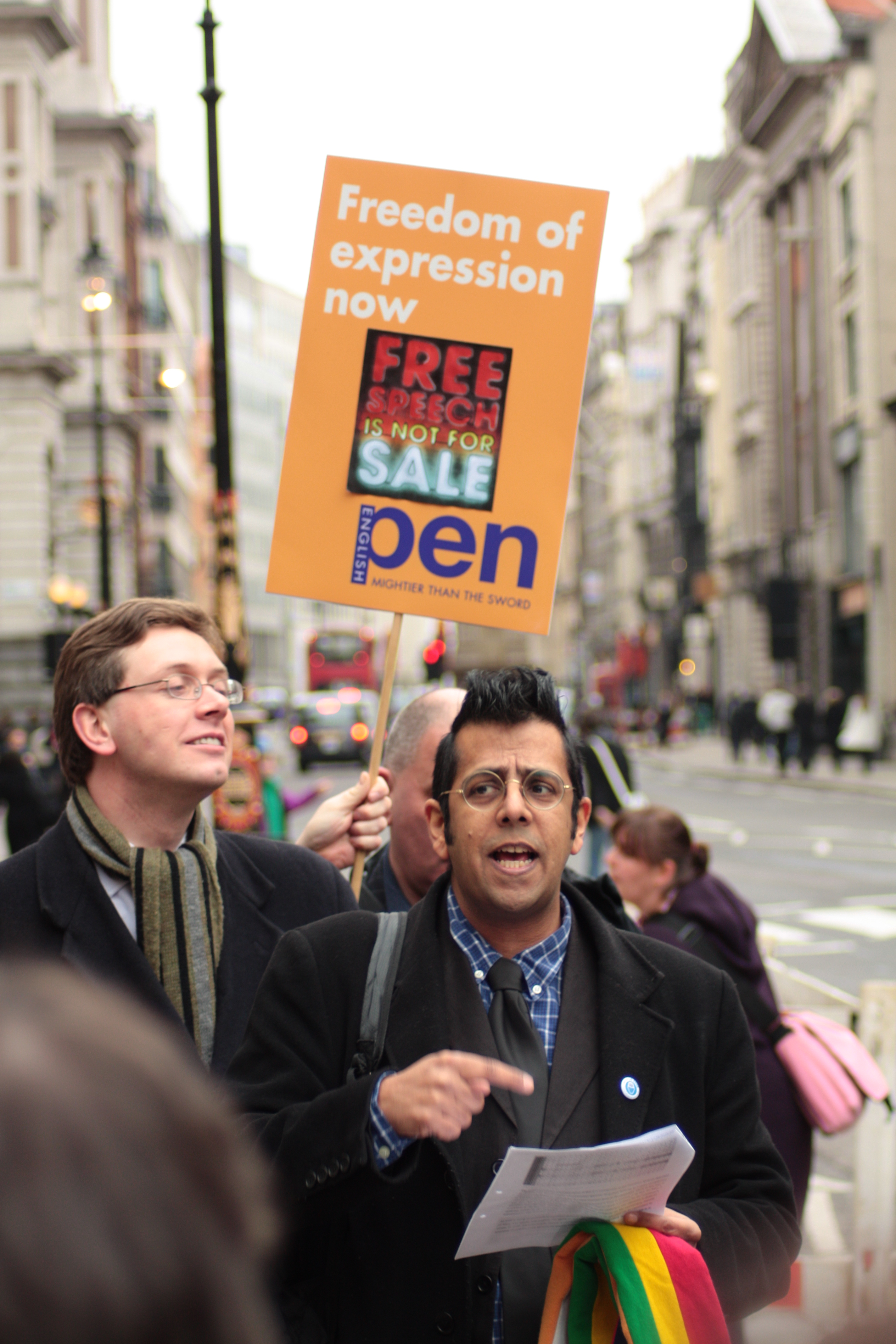
Simon Singh komt aan bij The Royal Courts of Justice

In april 2008 publiceerde The Guardian een column van Singh's hand genaamd "Beware the Spinal Trap", een artikel waarin hij zich kritisch uitlaat over de praktijk van chiropraxie. Hij doet hierin een aantal uitspraken over het gebrek aan nut en noodzaak van chiropraxie bij problemen als een middenoorontsteking, of huilgedrag bij baby's. In dit artikel ontwikkelde hij het thema voor het boek Trick or Treatment? Alternative Medicine on Trial dat hij later zou uitgeven samen met Edzard Ernst. De column deed de British Chiropractic Association (BCA) ertoe besluiten om Singh te vervolgen wegens smaad.

You might think that modern chiropractors restrict themselves to treating back problems, but in fact they still possess some quite wacky ideas. The fundamentalists argue that they can cure anything. And even the more moderate chiropractors have ideas above their station. The British Chiropractic Association claims that their members can help treat children with colic, sleeping and feeding problems, frequent ear infections, asthma and prolonged crying, even though there is not a jot of evidence. This organisation is the respectable face of the chiropractic profession and yet it happily promotes bogus treatments.
(Je zou verwachten dat de meeste moderne chiropractors zichzelf beperken tot de behandeling van rugklachten, maar eigenlijk houden ze er nog steeds dubieuze ideeën op na. Fundamentele chiropractors beweren dat ze van alles kunnen genezen. En zelfs ook de meer gematigde chiropractors denken meer te kunnen dan waarvoor ze opgeleid zijn. De British Chiropractic Association claimt dat haar leden in staat zijn om kinderen te kunnen behandelen bij slaap- en eetproblemen, chronische oorpijn, astma en langdurig huilen. Ook al is hiervoor geen greintje bewijs. Deze organisatie is het gezicht van de beroepsgroep van chiropractors, maar doet vrolijk ongefundeerde uitspraken.)
— Simon Singh

Toen de zaak tegen hem werd gestart, ontving hij steun van The Guardian die de kosten voor juridisch advies betaalde. Daarnaast was de krant bereid om de kosten te betalen, mocht Singh besluiten tot een schikking. De aanklacht pakte echter niet goed uit voor de beroepsgroep van chiropractors. Meer dan 500 individuele chiropractors werden binnen 24 uur formeel aangeklaagd voor misleidende informatie. Er was zelfs een chiropraxieorganisatie die haar leden adviseerde om hun websites uit de lucht te halen.
Daarnaast werd de roep tot hervorming van de Engelse wetgeving groter dan ooit tevoren. Op 1 april 2010 won Simon Singh zijn hoger beroep op grond van het recht om zich te verdedigen met fair comment. Op 15 april 2010 liet de BCA haar aanklacht formeel vallen, waarmee de zaak eindigde. Zijn verdediging kostte Singh enkele tienduizenden Engelse ponden, maar de zaak bleek een katalysator. Bij de Britse Lagerhuisverkiezingen van 2010 riepen alle grote partijen in hun verkiezingsprogramma om hervormingen van wet- en regelgeving. Op 25 april 2013 werd de Defamation Act 2013 koninklijk bekrachtigd door koningin Elizabeth II en daarmee wet. Het doel van deze wet is om "een eerlijke balans te garanderen tussen het recht om zich te uiten en de bescherming van de eigen reputatie". Onder deze wet moet de eisende partij aantonen dat die ernstige schade heeft opgelopen als gevolg van beschuldigingen voordat de rechtbank een zaak in behandeling neemt.